# Dawn Michele
Dawn Michele (nasceu no dia 16 de fevereiro de 1980) é uma cantora e compositora norte-americana de rock cristão. Ela é a vocalista da banda Fireflight.
Quando ela tinha 6 anos de idade, seu irmão, Ian, morreu afogado e isso a deixou muito triste e transtornada por isso, para deixar seus pais felizes e ganhar seu amor, achava que tinha quer ser perfeita.
No colegial, Dawn conheceu Jesus Cristo. Mas seu perfeccionismo transitavam entre sua vida e fé. Ela acreditava que se não fizesse tudo o que pudesse fazer pela igreja, não se considerava uma boa cristã. Ela pensava que, tal como os pais, precisava fazer algo para ganhar o amor de Deus.
Hoje ela já mudou seu pensamento de ser perfeita e ter que fazer algo para merecer o amor de Deus. "Eu tenho que lembrar todo dia que o sangue de Jesus é suficiente para limpar meus pecados."
Uma vez, cantando numa graduação, foi ouvida por Glenn, Justin (guitarristas) e Wendy (baixista) que a chamaram para entrar na banda, que até então não tinha vocalista.

## Discografia

### Álbuns
- 2002: Glam-rok – independent
- 2006: The Healing of Harms – Flicker Records – #37 Top Christian Albums, #48 Top Independent Albums
- 2008: Unbreakable – Flicker Records – #10 Top Heatseekers[1]
- 2010: For Those Who Wait
- 2012: NOW (Releases March 6th, 2012)
- 2015: Innova
- 2017: Re•Image•Innova

### EP's
- 2004: On the Subject of Moving Forward EP
- 2009: Unbroken and Unplugged

### Singles
- "You Decide" (2006)
- "Waiting" (2006)
- "It's You" (2007)
- "Star of the Show" (2007)
- "Attitude" (2007)
- "Unbreakable" (2008)
- "Brand New Day" (2008)
- "The Hunger" (2008)
- "You Gave Me a Promise" (2008)
- "Stand Up" (2009)
- "Desperate" (2009)
- "For Those Who Wait" (2010)
- "What I've Overcome"(2010)
- "Stay Close" (2012)
- "Resuscitate"(2014)
- "We Are Alive"(2015)
- "Safety"(2015)
- "I Won't Look Back(2018)